# Polydesmus frondivagus
Polydesmus frondivagus är en mångfotingart som beskrevs av Karl Wilhelm Verhoeff 1898. Polydesmus frondivagus ingår i släktet Polydesmus och familjen plattdubbelfotingar. Inga underarter finns listade i Catalogue of Life.